# أندريا دالي
أندريا دالي (بالإنجليزية: Andrea Daly)‏ هي صائغة ‏ نيوزيلندية، ولدت في 1965 في ويلينغتون في نيوزيلندا.